# 大東両
大東両（だいとうりょう、本名:佐々木 芳雄、1929年 - 2006年6月6日）は、紙切り師・浪曲師。名古屋の大須演芸場を中心に活躍した。なお、生前は自身の年齢について実際よりも6歳年長の数字を用いていた。

## 生涯
戦後すぐに浪曲師・寿々木冨士若としての修行に入る。偶々出演中の大須演芸場を訪れた紙切り師の芸を見て、「これなら自分にも出来る」と考えて、独自に紙切りの芸を修得したという。
晩年に「機動戦士ガンダム」のファンだった落語家の雷門獅篭の依頼をきっかけとして始めたと言われているいわゆる「ガンダム紙切り」の精巧さは、若い人たちの心をも掴んだ。
2005年10月に大須演芸場において芸歴60周年を祝う「大東両祭」が開かれたものの、その頃から体調を崩し、翌年には日本トンデモ本大賞への来賓出演を急遽断念して入院。同年6月6日に腎臓がんで死去。

## 著書
- 「切り絵ブック—30分で脳トレ完了」 英知出版、2006年、ISBN 978-4754220662